# Gödel, Escher, Bach
Gödel, Escher, Bach: um entrelaçamento de Gênios Brilhantes (geralmente chamado GEB) é um livro vencedor do Prémio Pulitzer escrito pelo acadêmico estadunidense Douglas Hofstadter. Foi publicado em 1979 pela Basic Books. Hofstadter escreveu um novo prefácio para a edição dos vinte anos em 1999 (ISBN 0465026567), edição esta que foi a base para a tradução para Português em 2001 por José Viegas Filho (ISBN 8523005781).
Poder-se-ia pensar que o título diz tudo: um livro sobre um matemático, um artista e um músico. Mas um olhar mais casual mostra que estes três indivíduos, per se, apenas desempenham funções minúsculas no conteúdo do livro. O livro não é, de modo algum, sobre eles.
GEB é um livro difícil de caracterizar porque foca muitos e heterogéneos tópicos e é quase impossível localizar o núcleo central. Entre outros GEB fala de fugas e cânones, lógica e verdade, geometria, recorrência, estruturas sintácticas, a natureza do significado, budismo zen, paradoxos, cérebro e mente, reducionismo e holismo, colónias de formigas, conceitos e representações mentais, tradução, computadores e suas linguagens, ADN, proteínas, o código genético, inteligência artificial, criatividade, consciência e livre arbítrio, arte, música, etc.

## Estrutura da obra
O livro está estruturado como contraponto entre diálogos e capítulos. O propósito dessa estrutura é o de permitir apresentar duas vezes os novos conceitos: os novos conceitos são apresentados primeiro metaforicamente num diálogo, produzindo um conjunto de imagens visuais e concretas; estas, a seguir, servem, durante a leitura do capítulo seguinte, como pano de fundo intuitivo para a apresentação mais séria e abstracta do mesmo conceito. Muitos diálogos parecem falar superficialmente de uma ideia quando, na verdade, falam de outra ideia de um modo levemente disfarçado. Originalmente, as únicas personagens dos diálogos eram Aquiles e a Tartaruga, que vieram de Zenão de Eleia e Lewis Carroll. Zenão de Eleia, inventor de paradoxos, viveu no Século V a.C.. Um dos paradoxos era uma alegoria que tinha Aquiles e a Tartaruga por protagonistas. A invenção desta dupla ilustre por Zenão aparece no primeiro diálogo, "Invenção a três vozes". Em 1895, Lewis Carroll reencarnou Aquiles e a Tartaruga com o fim de ilustrar o seu novo paradoxo do infinito. O paradoxo de Carroll desempenha um papel importante neste livro.

## Voltas estranhas
Douglas Hofstadter, caracteriza-o como uma tentativa muito pessoal de dizer como é que seres animados podem surgir da matéria inerte. O que é um ego e como pode um ego sair de uma coisa tão sem ego como um charco ou uma pedra? O que é um "eu" e porque se encontram tais coisas somente (pelo menos, até agora) em associação com "bolbos tilintantes de medo e sonho", isto é, somente em associação com uma certa espécie de massas viscosas enclausuradas em cascas protectoras endurecidas, montadas sobre pedestais móveis que vagueiam pelo mundo aos pares de andas articuladas tremendo ligeiramente!
GEB aborda estas questões construindo lentamente uma analogia que liga moléculas inanimadas a símbolos sem significado, e depois liga egos (ou "eus", ou "almas", se preferirem - seja o que for que distingue os animais da matéria inerte) a certos padrões especiais, enrolados, retorcidos e rodopiantes, providos de significado, que só ocorrem em tipos particulares de sistemas de símbolos sem significado. É destes padrões estranhos e retorcidos que tanto se ocupa o livro, porque são pouco conhecidos e apreciados, contra-intuitivos e cheios de mistério. Tais padrões estranhos e entrelaçados são chamados, ao longo do livro, "voltas estranhas" (strange loops).

## Kurt Gödel
O teorema da incompletude de Gödel é o exemplo base de uma volta estranha perfeita. A volta estranha gödeliana que surge nos sistemas formais em matemática (isto é, colecções de regras para gerar uma série sem fim de verdades matemáticas apenas por meio de manipulação simbólica mecanizada, sem atenção aos significados ou ideias escondidos nas formas manipuladas) é uma volta que permite ao sistema "ver-se a si próprio", falar de si próprio, tornar-se "autociente", e não seria ir longe demais dizer que, em virtude de possuir uma tal volta, um sistema formal adquire um ego.
O que é estranho é que os sistemas formais em que estes "egos" esqueléticos assomam são construídos a partir de nada mais do que símbolos sem significado. O ego, como tal, desponta somente por virtude de um tipo especial de padrão enrodilhado entre símbolos sem significado. Uma parte crucial do argumento do livro reside na ideia de que o significado não pode ser mantido fora dos sistemas formais, quando têm lugar isomorfismos suficientemente complexos. O significado surge apesar dos melhores esforços para manter a ausência de significado dos símbolos. Quando um sistema de símbolos "sem significado" possui padrões que rastreiam ou reflectem com precisão vários fenómenos no mundo, então o rastro ou reflexo impregna os símbolos com alguma dose de significado - na realidade, tal rastro ou reflexo é nem mais nem menos aquilo que o significado é.

## Maurits Cornelis Escher
A arte de Maurits Cornelis Escher é proeminente neste "entrançamento dourado" porque, à sua maneira, também estava fascinado com as voltas estranhas, e, de facto, desenhou-as numa variedade de contextos, todos eles maravilhosamente desorientadores e fascinantes.

## Johann Sebastian Bach
As voltas estranhas que Johann Sebastian Bach introduziu na sua música estão relacionadas com a sua forma de compor, uma composição quase matemática. A Oferenda Musical de Bach está recheada de interessantes peculiaridades que o autor explora traçando analogias com os temas retratados no GEB.

## Personalidades referidas noGEB
- Alan Turing
- Charles Babbage
- Johann Sebastian Bach
- Kurt Gödel
- Lewis Carroll
- Maurits Cornelis Escher
- Marvin Minsky
- René Magritte

## Especialidades ligadas aoGEB
- Matemática, Sistemas Formais, Lógica, Teoria dos Números e Isomorfismos
- Teoria da Computação, Inteligência Artificial, Linguagem de programação e Recursividade
- Tipografia e Linguística (Sintaxe e Semântica)
- Fugas, Contrapontos e Formas musicais
- Neurociências e Ciências Cognitivas (Consciência e Mente)
- Genética e Biologia Molecular
- Livre Arbítrio vs. Determinismo
- Holismo vs. Reducionismo
- Auto-referência, auto-organização, auto-reprodução e auto-replicação
- Semiótica, Paradoxos e Zen